# NUR (reactor)
De NUR is een Bassinreactor die gebruikt wordt voor onderzoeksdoeleinden. De reactor maakt deel uit van het Centre de Dévéloppement des Techniques Nucléaires in Algiers. De reactor heeft een vermogen van 1 MWt en is gebouwd door het Argentijnse INVAP dat de opdracht in 1985 kreeg. De reactor werd voor het eerst kritiek in april 1989. De reactor is van hetzelfde ontwerp als de RA-6 reactor in Argentinië.